# منزل بيرنيا
منزل بيرنيا (بالفارسية: خانه پیرنیا) هو منزل تاريخي يعود إلى عصر السلالة الصفوية، ويقع في نائين، بجوار جامع نائين.